# مطار دير الزور
مطار دير الزور (English: Dier ezzor Airport) (IATA: DEZ, ICAO: OSDZ) هو مطار عسكري ومدني يخدم مدينة دير الزور في شرق سورية.

## المرافق
يقع المطار على الارتفاع 700 قدم (213 م) فوق مستوى سطح البحر، وفيه مدرج اسفلتي  معبد بطول 3000 متر وعرض 45 متر.